# Liste der Bodendenkmäler in Ermershausen
Auf dieser Seite sind die Bodendenkmäler in der unterfränkischen Gemeinde Ermershausen zusammengestellt. Diese Tabelle ist eine Teilliste der Liste der Bodendenkmäler in Bayern. Grundlage ist die Bayerische Denkmalliste, die auf Basis des Bayerischen Denkmalschutzgesetzes vom 1. Oktober 1973 erstmals erstellt wurde und seither durch das Bayerische Landesamt für Denkmalpflege geführt wird. Die folgenden Angaben ersetzen nicht die rechtsverbindliche Auskunft der Denkmalschutzbehörde.

Wappen von Ermershausen

Diese Liste gibt den Fortschreibungsstand vom 3. Juli 2018 wieder und enthält zwei Bodendenkmäler.

## Bodendenkmäler in Ermershausen
| Lage                                                      | Objekt | Akten-Nr.     | Bild |
| --------------------------------------------------------- | --- | ------------- | ---- |
| Kirchberg 1 (Standort)                                    | Untertägige Bauteile sowie Fundamente von mittelalterlichen und frühneuzeitlichen Vorgängerbauten der frühneuzeitlichen evangelisch-lutherischen Pfarrkirche (Baudenkmal D-6-74-223-2) von Ermershausen | D-6-5729-0040 |      |
| Hauptstraße 38; Hauptstraße 40; Hauptstraße 42 (Standort) | Untertägige Bauteile des ehem. mittelalterlichen und frühneuzeitlichen Schlosses von Ermershausen mit Vorgängerbauten der Schlossmeierei (Baudenkmal D-6-74-223-4)                                      | D-6-5729-0081 |      |